# Craspedotropis gretathunbergae
Craspedotropis gretathunbergae är en art av snäckor inom familjen Cyclophoridae. Den upptäcktes i Brunei och har namngivits efter klimataktivisten Greta Thunberg.

## Beskrivning
Snäckan har ett konkavt, 2–3 mm långt och knappt 2 mm brett skal och grå tentakler. Dess allmänna färg är grön-brun.

## Biotop och utbredning
Arten är endemiskt till Brunei. Alla påträffade individer har upptäckts nära ett brant berg och vid en flodbank, där den nattetid ägnar sig åt födosök i undervegetationen. Den förekommer i låglänt regnskog.
Snäckarten anses, liksom dess släktingar inom familjen Cyclophoridae, vara känsligare för torka, extrema temperaturer och skogsskövling än exempelvis områdets landlungsnäckor.

## Upptäckt och taxonomi
Efter upptäckten och identifikationen av den nya snäckarten, genomfördes en omröstning bland expeditionsmedlemmarna samt personal i den nationalparken angående lämpligt artnamn. Det beslöts sedan att namnge snäckan efter klimataktivisten Greta Thunberg, bland annat på grund av artens känslighet för klimatförändringar. Det första exemplaret av snäckan samlades in av medborgarforskaren J.P. Lim.
Detta är den andra djurarten, efter Nelloptodes gretae, att namnges efter Greta Thunberg.